# Всеволод Мстиславич (князь новгородский)
Все́волод Мстисла́вич (в крещении Гаврии́л; ок. 1095/1100 или ок. 1103 — 11 февраля 1138) — князь Новгородский (1117—1132; 1132—1136), князь Переяславский (1132), князь Вышгородский (1136—1137) и Псковский (1137—1138). Старший сын киевского великого князя Мстислава (Феодора) Владимировича (1076—1132) от брака с Христиной, дочерью шведского короля Инге I Старшего (1060—1112), старший внук киевского князя Владимира (Василия) Всеволодовича Мономаха (1053—1125). 
Почитается Русской православной церковью как святой благоверный князь Всеволод Псковский.

## Биография
В честь рождения своего первенца Всеволода Мстислав Владимирович построил церковь Благовещения на Городище. Всеволод носил крестильное имя Гавриил (одна из двух главных фигур Благовещения — архангел Гавриил).
Посажен отцом княжить в Новгороде в 1117 году и княжил там до 1136 года. Вислая печать Всеволода данного периода была обнаружена в украинском Глухове.
23 января 1131 года Всеволод Мстиславич был разбит чудью в Клине.
В соответствии с соглашением между Ярополком Владимировичем и отцом Всеволода, Ярополк перевёл племянника в Переяславль, но младшие Владимировичи увидели в этом намерение Ярополка сделать Всеволода своим наследником; Юрий Долгорукий выгнал Всеволода и сел в Переяславле сам. Вскоре Ярополк попытался реализовать соглашение со старшим братом путём передачи Переяславля Изяславу Мстиславичу, но вновь неудачно. Изяслав приехал к Всеволоду в Великий Новгород, откуда они совершили совместный поход в Ростово-Суздальское княжество против Юрия Долгорукого. Сражение у Жданой горы (1135) было кровопролитным и безрезультатным. Всеволод Мстиславич бежал с поля боя, из-за чего, в итоге, победу одержало войско суздальцев. Всеволод был изгнан из Новгорода, который стал республикой (1136).
9 февраля 1133 года князь с новгородским войском взял захваченный ранее чудью Юрьев, некогда основанный великим князем Ярославом Мудрым.
Известен уставной грамотой, данной общине купцов-вощаников «Ивановское сто», торговавших воском и мёдом при передачи им церкви Иоанна Предтечи на Петрятине дворище в Новгороде, в 1134 году, эту церковь он заложил в честь своего сына Иоанна. В этой грамоте впервые упоминается мера веса — пуд.
В Московской области на территории Могутовского археологического комплекса обнаружена одна из печатей Всеволода Мстиславича.
Всеволод при поддержке новгородского посадника Константина Микульчича вернулся в Новгород, но в 1136 году в городе вспыхнул мятеж: князю припомнили и то, что хотел обменять Новгород на Переяславль, и что бежал с поля битвы во время сражения с суздальцами у Жданой горы. Полтора месяца князь с женою, тёщей и сыновьями сидел в заточении на епископском дворе, а затем его изгнали из города. Борис Греков классифицировал мятеж как «революцию в Новгороде XII века» в 1929 году в статье с весьма характерным названием для того времени «Революция в Новгороде Великом в XII веке», и это событие стало принято называть началом Новгородской республики.
Иного мнения придерживается Игорь Фроянов:

…события 1136 г. в Новгороде следует называть восстанием с большими оговорками. Они развивались не столь внезапно и стремительно, как это бывает при восстании. Новгородцы, по сообщению летописца, «призваша» псковичей и ладожан к себе на вече. Для поездки послов и прибытия приглашённых нужен был не один день. Псковичи и ладожане приехали на вече, надо думать, неодновременно. Само вече не являлось тайным и проводилось легально. Приготовление веча не могла укрыться от Всеволода, который, судя по всему, ждал исхода событий, надеясь на благоприятный их поворот. У князя были основания надеяться на лучшее, поскольку часть бояр поддерживала его, да и на вече, похоже, единства не было, о чём говорит последующее бегство к изгнанному князю группы «мужей новгородских», а также благожелательный приём, оказанный вскоре Всеволоду псковичами, приютившими изгнанника в своём городе. Отсюда ясно, что, применяя термин «восстание» к событиям 1136 г., мы несколько преувеличиваем степень остроты происшедшего. Не лучше ли в данном случае употреблять понятия «выступление», «движение»?
Вече новгородцев 28 мая 1136 года лишило Всеволода новгородского стола и заключило его с семьёй под стражу до 15 июля, когда стало окончательно ясно, что в город прибыл призванный новгородцами новый князь из черниговского дома — Святослав Ольгович.
Всеволод после изгнания отправился в Киев к Ярополку, там получил от него Вышгород.
В этом же году присланный в Новгород князем Святослав Ольгович едва не был убит сторонниками Всеволода, и посадник Константин Микульчич направился в Вышгород к Всеволоду и уговорил его идти во Псков. В 1137 году псковичи приняли Всеволода своим князем, но когда в Новгороде узнали, что Всеволод княжит во Пскове и хочет сесть у них в Новгороде, отправили туда войско во главе со Святославом. Войско состояло не только из новгородцев: Святослав призвал на помощь брата Глеба с курянами и половцами. Псковичи просили «не проливать крови братьев своих», но Всеволод умер сам 11 февраля 1138 года, проведя последний год псковским князем. Среди граффити в церкви Благовещения на Рюриковом городище нашли две надписи о смерти Всеволода-Гавриила.
Погребён в Свято-Троицком кафедральном соборе Пскова, согласно более поздним источникам (житие, Псковская III летопись) — в церкви великомученика Димитрия Солунского в Довмонтовом городе. Не исключено, что в Димитриевской церкви его останки пребывали в период перестройки Троицкого собора.
Князь Всеволод-Гавриил построил в Новгороде церковь святого Иоанна Предтечи на Опоках (в честь рождения сына Иоанна; заложена в 1127 году) и храм Успения Пресвятой Богородицы на Торгу (заложен в 1135 году; оба храма сохранились в перестройках 1453 и 1458 годов соответственно), а в Пскове — главный собор в честь Пресвятой Троицы.

## Канонизация
Мощи его были обретены в 1192 году и перенесены из церкви великомученика Димитрия в заложенный им Троицкий собор. С этого момента, либо с 1284 года (когда при мощах было зафиксировано первое чудо), началось местное почитание.
Канонизирован Русской Церковью для общего почитания на Макарьевском соборе 1549 года как святой благоверный князь Всеволод Псковский. Память совершается 11 (24) февраля шестеричным богослужением, а также 22 апреля (5 мая) — перенесение мощей, и 27 ноября (10 декабря) — обретение мощей. При Петре I его мощи были закрыты.
Как и над захоронением князя Довмонта, на раке с мощами Всеволода-Гавриила лежал меч, приписывавшийся князю. Впервые в источниках он упоминается в 1569 году, когда посетивший Псков Иван Грозный молился у мощей князя и «удивися мечя его величествию». На перекрестии клинка — надпись-девиз: лат. Honorem meum nemini dabo («Чести своей никому не отдам»). Уже Н. М. Карамзин высказывал сомнения в том, что меч принадлежал собственно князю. Современные исследователи датируют создание меча временем незадолго до канонизации Всеволода-Гавриила.
1 (13) июля 1812 года, в начале вторжения Наполеона, раку с мощами и мечом посетил поэт Гавриил Державин, посвятив им следующие строки:
Се страшный князя меч Псковска́го Гавриила.

С ним чести никому своей не отдал он.

Да снидет от него на Александра сила,

И с срамом побежит от нас Наполеон.— s:Надписи (Державин)
Результат вскрытия мощей 27 февраля 1919 года, опубликованный в отчёте VIII-го отдела Народного комиссариата юстиции РСФСР Съезду Советов, был представлен следующим образом: «цинковый ящик, размером 18/10 вершков, в котором оказались остатки разрозненных обгоревших костей, во второй нижней половине мусор из золы, земли, остатков извести и кусочков дерева».

## Семья и дети
С 1123 г. был женат на дочери князя Святослава Давидовича Луцкого, в монашестве Николая Святоши.
Дети:
- Иван Всеволодович (ум. 16 апреля 1128 г.) — умер ребёнком.
- Владимир Всеволодович (умер ок. 1141 г.) — князь новгородский (в 1136) — с 1135/36 г. возможно был женат на Рыксе (1116—после 25 декабря 1155), дочери Болеслава III Кривоустого.
- Анна Всеволодовна (Янка; ум. 10 апреля 1128 г.) — умерла ребёнком.
- Мстислав Всеволодович (1128—1168) — впервые упомянут в генеалогическом справочнике Д. В. Донского, по мнению польского генеалога Дариуша Домбровского является «историографическим конструктом», никогда не существовавшим в действительности, а упоминание в летописи о нём относится к Мстиславу Всеволодовичу Городненскому[25].
- Верхуслава Всеволодовна (ок.1125—15 марта 1162) — жена (с 1137) Болеслава IV Кудрявого (1120/21 — 5 января 1173) — Князя Мазовии (с 1138), Кракова, Куявы, Гнезно и Калиша (с 1146), Сандомира (с 1166), князя всей Польши (1146—1173).